# Siempre fuiste mi amor
«Siempre fuiste mi amor» es la primera canción de GIT Volumen 2, segundo álbum de estudio del grupo de rock y new wave argentino G.I.T.
Fue compuesta por Pablo Guyot y Alfredo Toth y grabada en los estudios Ion y Music Hall de Buenos Aires en el año 1985. Esta canción fue el primer corte de difusión de esa placa; que alcanzó el éxito en Argentina, Chile y Perú. Gracias a la repercusión que tuvo el simple los llevó a emprender una gira por toda Latinoamérica. Los G.I.T. pudieron tocar esta canción, como las del resto de la placa en la edición de 1987 del Festival de Viña del Mar con gran suceso.